# Lotte van Beek
Lotte van Beek (Zwolle, 9 december 1991) is een voormalig Nederlandse langebaanschaatsster die vanaf het seizoen 2009/2010 deel uitmaakte van Jong Oranje. Vanaf 2013 schaatste ze, na een jaar bij Team Liga en een jaar bij Team Van Veen, vervolgens bij Team Corendon, waar Team Van Veen in opging, en maakte ze in seizoen 2016/2017 de overstap naar LottoNL-Jumbo.

## Biografie
In oktober 2009 wist Van Beek zich tijdens de landelijke selectiewedstrijden voor het NK Afstanden te plaatsen op de 500, 1000, 1500 en 3000 meter. Voor die laatste afstand zei ze later af. Op 29 november 2009 won zij de Utrecht City Bokaal. Op 13 maart 2010 legde ze beslag op de wereldtitel allround voor junioren in Moskou. Daarnaast veroverde Van Beek de wereldtitel op de 1000, 1500 en 3000 meter en werd ze met Roxanne van Hemert en Yvonne Nauta wereldkampioen in de ploegenachtervolging in een wereldrecord voor junioren. Ze won dat jaar ook klassement van de 1500 meter op de wereldbeker schaatsen junioren.
In november 2010 werd Van Beek op de NK afstanden zowel op de 1000 als de 1500 meter zesde en viel hiermee net buiten de plaatsing voor de wereldbeker. Op 4 maart 2012 reed zij op De Scheg in Deventer bij de Holland Cup het oude baanrecord op de 1000m uit 2000 van haar trainer Marianne Timmer, 1.20,55 uit de boeken door naar 1.19,60 te glijden.

### Doorbraak
Van Beek beleefde haar doorbraak bij de senioren in het seizoen 2012/2013. Op de NK afstanden won ze zilver op zowel de 1000 als de 1500 meter. In de daaropvolgende weken won ze enkele bronzen medailles in de wereldbeker. Op de NK sprint werd ze zesde en voor de WK sprint dat jaar was ze reserve. Terug uit Noord-Amerika dwong ze via de een selectiewedstrijd plaatsing af voor de WK allround in Hamar waar ze zevende werd. Aan het einde van het seizoen won ze zilver op 1500 meter bij de wereldkampioenschappen schaatsen afstanden 2013 in Sotsji.
Tijdens de Olympische Winterspelen 2014 in Sotsji won ze een bronzen medaille op de 1500 meter. Ook won ze daar met de vrouwenploeg goud op de achtervolging. In april 2014 kwam Van Beek ten val op de piste in Val Thorens, Frankrijk waarbij de voorste kruisband in haar rechterknie afscheurde en ze het eerste deel van het nieuwe schaatsseizoen miste. De kruisband werd niet vervangen door de hamstring, maar met een donorpees om geen vermogen te verliezen. Haar rentree kwam op 17 januari 2015 tijdens het NK Sprint in Groningen, maar resultaten die volgden waren in de middenmoot.

### Comeback
Voor seizoen 2017/2018 maakte ze de overstap naar het Gewest Fryslân onder leiding van Henk Hospes. Op 28 oktober 2017 wist Van Beek zich voor het eerst sinds het na-olympische seizoen weer te plaatsen voor wereldbekerwedstrijden; op de 1500 meter eindigde ze als vijfde in 1.57,68. In dat zelfde seizoen werd van Beek,  op 5 januari 2018 in Kolomna (Rusland), de eerste Europese kampioen afstanden op de 1.500 meter in 1.55,52 (als enige onder 1.56,00).
Op de Olympische Winterspelen in PyeongChang eindigde ze als 4e in 1.55,27 en daarmee vlak achter Marrit Leenstra die over de streep kwam in 1.55,26. Voor seizoen 2018/2019 vormt ze samen met Ireen Wüst en Esmee Visser het damestrio in de nieuwe schaatsploeg TalentNED. Tijdens de vijfde wereldbekerwedstrijd in Hamar won Van Beek op 2 februari 2019 haar laatste internationale medaille, achter Bowe en Kodaira won Van Beek het brons.
In seizoen 2021/2021 won ze op 16 oktober voor het eerst in haar loopbaan de IJsselcup op haar thuisbaan in Deventer.

## Persoonlijke records
| Afstand    | Tijd    | Datum            | Baan           |
| ---------- | ------- | ---------------- | -------------- |
| 500 meter  | 38,25   | 26 januari 2013  | Salt Lake City |
| 1000 meter | 1.13,36 | 10 november 2013 | Calgary        |
| 1500 meter | 1.52,95 | 9 november 2013  | Calgary        |
| 3000 meter | 4.09,04 | 20 oktober 2018  | Inzell         |
| 5000 meter | 7.32,59 | 17 februari 2013 | Hamar          |

## Resultaten
| Jaar | NK Afstanden                         | NK Sprint                | NK Allround           | EK Afstanden          | WK Allround          | WK Sprint              | WK Afstanden | Wereldbeker                                    | Olympische Spelen                           | WK Junioren                           |
| ---- | ------------------------------------ | ------------------------ | --------------------- | --------------------- | -------------------- | ---------------------- | ------------ | ---------------------------------------------- | ------------------------------------------- | ------------------------------------- |
| 2010 | 15e 500m 7e 1000m 7e 1500m           | 5e (9e, 4e, 5e, 4e)      |                       |                       |                      | 15e (22e, 5e, 21e, 5e) |              |                                                |                                             | · (, ) · Achtervolging                |
| 2011 | 11e 500m 6e 1000m 6e 1500m           | Dns3 (19e, 11e, Dns, -)  |                       |                       |                      |                        |              |                                                |                                             | · (4e, 4e, 4e, 5e) · DQ Achtervolging |
| 2012 | 7e 1000m 7e 1500m 20e 3000m          | 11e (9e, 11e, 11e, 11e)  | 9e · (, 11e, 5e, 10e) |                       |                      |                        |              |                                                |                                             |                                       |
| 2013 | 7e 500m · 1000m · 1500m              | 6e · (6e, , 7e, )        |                       |                       | 7e · (, 15e, 6e, 8e) |                        | 1500m ·      | 7e 1000m 5e 1500m                              |                                             |                                       |
| 2014 | 11e 500m · 1000m · 1500m             | · (, )                   |                       |                       |                      |                        |              | 4e 1000m · 1500m achtervolging                 | 16e 500m · 5e 1000m · 1500m · achtervolging |                                       |
| 2015 |                                      | 14e (19e, 16e, 15e, 13e) |                       |                       |                      |                        |              |                                                |                                             |                                       |
| 2016 | 14e 500m 15e 1000m 19e 1500m         | 15e (16e, 14e, 15e, 14e) |                       |                       |                      |                        |              | 45e 1000m team sprint                          |                                             |                                       |
| 2017 | 13e 1000m                            | 8e (9e, 5e, 12e, 5e)     |                       |                       |                      |                        |              |                                                |                                             |                                       |
| 2018 | 16e 500m 4e 1000m 5e 1500m           | 4e · (10e, , 6e, 5e)     |                       | 1500m · achtervolging |                      |                        |              | 21e 1000m · 4e 1500m achtervolging team sprint | 23e 500m · 4e 1500m · achtervolging         |                                       |
| 2019 | 13e 500m 6e 1000m 4e 1500m 14e 3000m | 5e · (9e, , 12e, 4e)     |                       |                       |                      |                        |              | 14e 1000m 4e 1500m 4e achtervolging            |                                             |                                       |
| 2020 | 13e 1500m                            |                          |                       |                       |                      |                        |              |                                                |                                             |                                       |
| 2021 | 17e 1000m 14e 1500m                  | 15e (18e, 11e, 16e, 9e)  |                       |                       |                      |                        |              |                                                |                                             |                                       |
| 2022 | 15e 500m 6e 1000m 8e 1500m           | 12e (16e, 13e, 16e, 12e) |                       |                       |                      |                        |              | 10e 1000m 39e 1500m                            |                                             |                                       |

### Wereldbekerwedstrijden
| Seizoen   | 1000m                       | 1500m                | Achtervolging | Team sprint |
| --------- | --------------------------- | -------------------- | ------------- | ----------- |
| 2012/2013 | , , -, -, 12e, 9e, 6e, 5e   | , val, 6e, -, 10e,   | -             |             |
| 2013/2014 | , 9e, -, 4e, 8e,            | , 4e, -, ,           | , -, -,       |             |
| 2015/2016 | -, 10e(b) -, -, -, -, -     |                      |               | -, 5e, -, - |
| 2017/2018 | 16e, 10e, 13e, -, -, -, 11e | , , 15e, 19e, -,     | -, DNF, ,     | -, -, -,    |
| 2018/2019 | -, 1e(B), 15e, 3e(B), , -   | 5e, 6e, 10e,6e, , 7e | , 4e, 4e,     |             |

- = geen deelname
(B) = B-groep

### Medaillespiegel
- bijgewerkt tot en met 16-2-2021

| Kampioenschap             | Goud · | Zilver · | Brons · |
| ------------------------- | ------ | -------- | ------- |
| NK Afstanden              | 0      | 3        | 1       |
| NK Sprint Klassement      | 0      | 1        | 0       |
| NK Sprint Afstanden       | 1      | 3        | 3       |
| NK Allround Klassement    | 0      | 0        | 0       |
| NK Allround Afstanden     | 0      | 1        | 0       |
| Olympische Spelen         | 1      | 1        | 1       |
| WK Afstanden              | 0      | 1        | 0       |
| EK Afstanden              | 2      | 0        | 0       |
| WK Sprint Klassement      | 0      | 0        | 0       |
| WK Sprint Afstanden       | 0      | 0        | 0       |
| WK Junioren Klassement    | 1      | 0        | 1       |
| WK Junioren Afstanden     | 4      | 1        | 0       |
| Wereldbeker 1000m         | 0      | 1        | 5       |
| Wereldbeker 1500m         | 1      | 4        | 5       |
| Wereldbeker Achtervolging | 2      | 3        | 0       |
| Wereldbeker Team sprint   | 0      | 1        | 0       |
| Wereldbeker Klassement    | 1      | 2        | 2       |

## Overige prijzen/onderscheidingen
- Ridder in de Orde van Oranje-Nassau[7]
- Ereburger gemeente Zwolle[8]

2006: Anschütz-Thoms/Friesinger/Opitz/Pechstein/Völker ·
2010: Anschütz-Thoms/Beckert/Friesinger-Postma/Mattscherodt ·
2014: Van Beek/Leenstra/Ter Mors/Wüst ·
2018: Kikuchi/Sato/M. Takagi/N. Takagi ·
2022: Blondin/Maltais/Weidemann